# Almiro Blumenschein
Almiro Blumenschein (Araguari, 9 de setembro de 1932 – 27 de outubro de 2019) foi um agrônomo, geneticista, botânico, pesquisador e professor universitário brasileiro.
Comendador da Ordem Nacional do Mérito Científico, teve papel fundamental na fundação da Embrapa, onde fez parte da primeira diretoria e foi diretor científico entre 1974 a 1979. Foi professor titular do Departamento de Genética da Escola Superior de Agricultura Luiz de Queiroz (ESALQ) de 1956 a 1985 e foi responsável pelo laboratório de Citologia da instituição.

## Biografia
Almiro nasceu na cidade de Araguari, em Minas Gerais, em 1932. Mudou-se para o estado de São Paulo para estudar engenharia agronômica na Escola Superior de Agricultura Luiz de Queiroz, da Universidade de São Paulo (USP), onde se formou como o primeiro da turma em 1954, obtendo um doutorado em Genética e Melhoramento de Plantas pela mesma instituição em 1957. Pela USP, sob a orientação do renomado botânico alemão Friedrich Gustav Brieger, obteve um mestrado em agronomia, e depois, pela Universidade da Carolina do Norte em Chapel Hill, obteve seu segundo doutorado, em 1961, sob orientação da renomada citogeneticista Barbara McClintock, ganhadora do Prêmio Nobel, em 1983.
Em 1956, entrou no departamento de genética da ESALQ, onde integrava o laboratório de citologia. Dedicou-se aos estudos dos cromossomos de plantas, contribuindo para a elucidação de mecanismos de evolução. Realizou um amplo estudo sobre a evolução das orquídeas, onde levou à criação da coleção de gêneros e espécies que estão depositados no Banco de Germoplasma de Orquídeas da ESALQ. Determinou o número cromossômico e avaliou os mecanismos de poliploidia na evolução de várias espécies.
Trabalhando ao lado de Barbara McClintock e outros importantes geneticistas, participou de um projeto patrocinado pela Fundação Rockefeller visando o estudo da variabilidade da estrutura dos cromossomos de raças de milho oriundas das três Américas. Este trabalho foi, posteriormente, publicado em forma de livro, Chromosome constitution of races of maize. Its significance in the interpretation of relationships between races and varieties in the Americas.
Aposentou-se da ESALQ em 1985 como professor titular. Orientou 16 alunos de mestrado e 13 de doutorado ao longo da carreira acadêmica. Em seus últimos anos, era Professor e Coordenador do Núcleo de Negócios da Faculdade Lions, em Goiânia.

## Morte
Almiro morreu em 27 de outubro de 2019, aos 87 anos. 